# Adam Lityński
Adam Jerzy Lityński (ur. 2 stycznia 1940 we Lwowie) – polski prawnik, profesor nauk prawnych, historyk prawa, nauczyciel akademicki Wydziału Prawa i Administracji Uniwersytetu Śląskiego i innych uczelni.

## Życiorys
W 1962 ukończył studia prawnicze na Uniwersytecie Wrocławskim. Był pierwszą osobą, która uzyskała stopień naukowy doktora w utworzonym w 1967 Wydziale Prawa i Administracji na Uniwersytecie Śląskim w Katowicach  – stopień nadano w 1969 na podstawie rozprawy pt. Rozwój organów szlacheckiego samorządu gospodarczego w Małopolsce do 1717 roku. W 1976 otrzymał na Wydziale Prawa i Administracji Uniwersytetu im. Adama Mickiewicza w Poznaniu stopień naukowy doktora habilitowanego. W okresie PRL-u związany ze środowiskiem solidarnościowym, przez co dopiero w 1989 otrzymał tytuł naukowy profesora nauk prawnych. W latach 90. przez krótki okres związany z Unią Demokratyczną.
Został pracownikiem naukowym Uniwersytetu Śląskiego w Katowicach. Objął funkcję kierownika Katedry Historii Prawa na Wydziale Prawa i Administracji. Pełnił również funkcję prorektora tej uczelni. Został nauczycielem akademickim Wydziału Prawa Uniwersytetu w Białymstoku (jako kierownik Katedry Nauk Historyczno-Prawnych), w Wyższej Szkole Zarządzania i Nauk Społecznych w Tychach (kierował tam Katedrą Administracji) i Wyższej Szkoły Humanitas w Sosnowcu.
Pod jego kierunkiem stopień naukowy doktora uzyskali: Marian Mikołajczyk (1989), Wojciech Organiściak (1998), Piotr Fiedorczyk (1999), Anna Stawarska-Rippel (2003) i Michał Arndt (2013).
Specjalizuje się w badaniach nad historią prawa, w tym historią państwa i prawa polskiego.
Jest członkiem Komitetu Redakcyjnego „Czasopisma Prawno-Historycznego”.
W 2010 uczczono go księgą jubileuszową pt. O prawie i jego dziejach księgi dwie. Studia ofiarowane profesorowi Adamowi Lityńskiemu w czterdziestopięciolecie pracy naukowej i siedemdziesięciolecie urodzin (red. nauk. Marian Mikołajczyk, Białystok: Wydawnictwo Uniwersytetu w Białymstoku, 2010 ISBN 978-83-7431-228-8).

## Odznaczenia
- Krzyż Oficerski Orderu Odrodzenia Polski[5]
- Krzyż Kawalerski Orderu Odrodzenia Polski
- Medal Komisji Edukacji Narodowej[6]

## Wybrane publikacje
- Adam Lityński, Historia  prawa Polski Ludowej, Wydawnictwo LexisNexis, Wydanie 5.  Warszawa 2013, ISBN 978-83-7806-708-5.
- Adam Lityński, Prawo Rosji i ZSRR 1917–1991, czyli historia wszechzwiązkowego komunistycznego prawa (bolszewików). Krótki kurs, Wydawnictwo C. H. Beck, Warszawa 2010, ISBN 978-83-2551-153-1